# Одна встреча
«Одна встреча» (фр. Une rencontre) — фильм французского режиссёра Лизы Азуэлос 2014 года.

## Сюжет
Эльза (Марсо), популярная писательница и мать троих детей, знакомится на вечеринке с состоявшимся адвокатом по уголовным делам и отцом двоих детей, Пьером (Клюзе). Между ними вспыхивает взаимная симпатия, их тянет друг к другу. Однако Пьер женат, и Эльза не хочет разбивать стабильную семью, не хочет этого и Пьер. Весь фильм состоит из эпизодов, что бы произошло, если бы… Герои сами вольны выбирать, поддаться ли чувствам или сохранить семью Пьера. Закончится ли всё только одной встречей, или герои решат встретиться ещё много раз? Что в итоге выберут Эльза и Пьер, остается загадкой до конца фильма.

## Награды и номинации
- Номинация Премия «Золотой трейлер» 2014 лучший зарубежный романтический трейлер[4].

## В ролях
- Софи Марсо: Эльза
- Франсуа Клюзе: Пьер
- Лиза Азуэлос: Анна
- Жонатан Коэн : Марк